# Jacques de Wit (ontwerper)
Jacobus Henricus Antonius Maria (Jacques) de Wit (Roosendaal, 13 mei 1898 – Hilversum, 29 oktober 1983) was een Nederlands schilder, tekenaar-ontwerper en glazenier.

## Leven en werk
Jacques de Wit was een zoon van koperslager Johannis de Wit en Anna Maria Theresia van Cuijk. Hij werd opgeleid aan de Rijksnormaalschool voor Teekenonderwijzers in Amsterdam, waar hij in 1917 de MO-tekenakte A behaalde. Hij werd getrokken door het kloosterleven en trad als 19-jarige in, in de orde van Franciscanen. Na ruim een half jaar verliet hij het klooster en vestigde zich als tekenleraar in de stad Utrecht. Hij gaf les aan de avondvakschool van de katholieke Jeugdcentrale. In 1922 kwam hij als tekenaar-ontwerper in vaste dienst bij de Edelsmidse Brom en ontwierp onder meer liturgisch vaatwerk en smeedwerk. Hij werd niet altijd vermeld als feitelijk ontwerper. Vanaf 1936 ontwierp De Wit als opvolger van Wim Nijs onder meer paramenten voor het borduuratelier van J.L. Sträter in Hilversum, hij werkte daarnaast nog tot 1939 freelance voor Brom.
De Wit schilderde verder stillevens en muurschilderingen en ontwierp een aantal glas-in-loodramen. Hij was lid van het Genootschap Kunstliefde in Utrecht en de Vereniging van Beeldende Kunstenaars Hilversum. 
Jacques de Wit overleed op 85-jarige leeftijd. Zijn archief is overgebracht naar het Katholiek Documentatie Centrum, het Museum Catharijneconvent heeft ruim 100 van zijn ontwerpen voor Sträter in de collectie.

## Enkele werken
- 1930: ontwerp voor het Kwattatriptiekschrijn.[8]
- ca. 1930: ontwerp voor dubbele tabernakeldeuren met een voorstelling van de aartsengelen Michaël en Gabriël voor de Sint-Georgiuskerk in Almelo. De deuren werden door Joanna Brom voorzien van email cloisonné.[9]
- 1933: ontwerp beeld van Johannes de Doper voor de Sint-Jansbasiliek in Laren, uitgevoerd door Leo Brom.
- 1934: glasraam met Johannes de evangelist, collectie Museum Catharijneconvent.[10]
- 1935: glasramen met Carolus Borromeus en Vincentius à Paolo aan weerszijden van het eerste bordes van de Rooms Katholieke Ziekenverpleging, het ziekenhuis in Hilversum. Binnen nog een wandschildering (4x6 meter) van de Barmhartige Samaritaan.[11]
- 1937: schilderingen op het gewelf van de apsis van de Bernadettekerk in Rosmalen.[12]
- 1953: ontwerp monstrans voor het Klooster van het Allerheiligst Sacrament in Brakkenstein (Nijmegen).
- 196?: ontwerp wapen van Velsen in mozaïek voor het stadhuis van Velsen.[13]
- 1971: ontwerp Het Gooise Leven in Laren, uitgevoerd door Cees Snoeij.

## Galerij

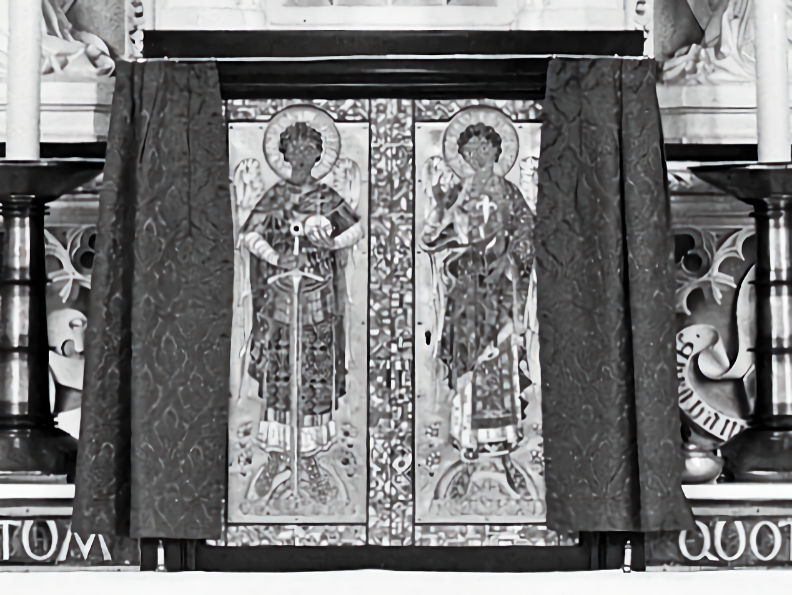
Tabernakeldeuren Almelo
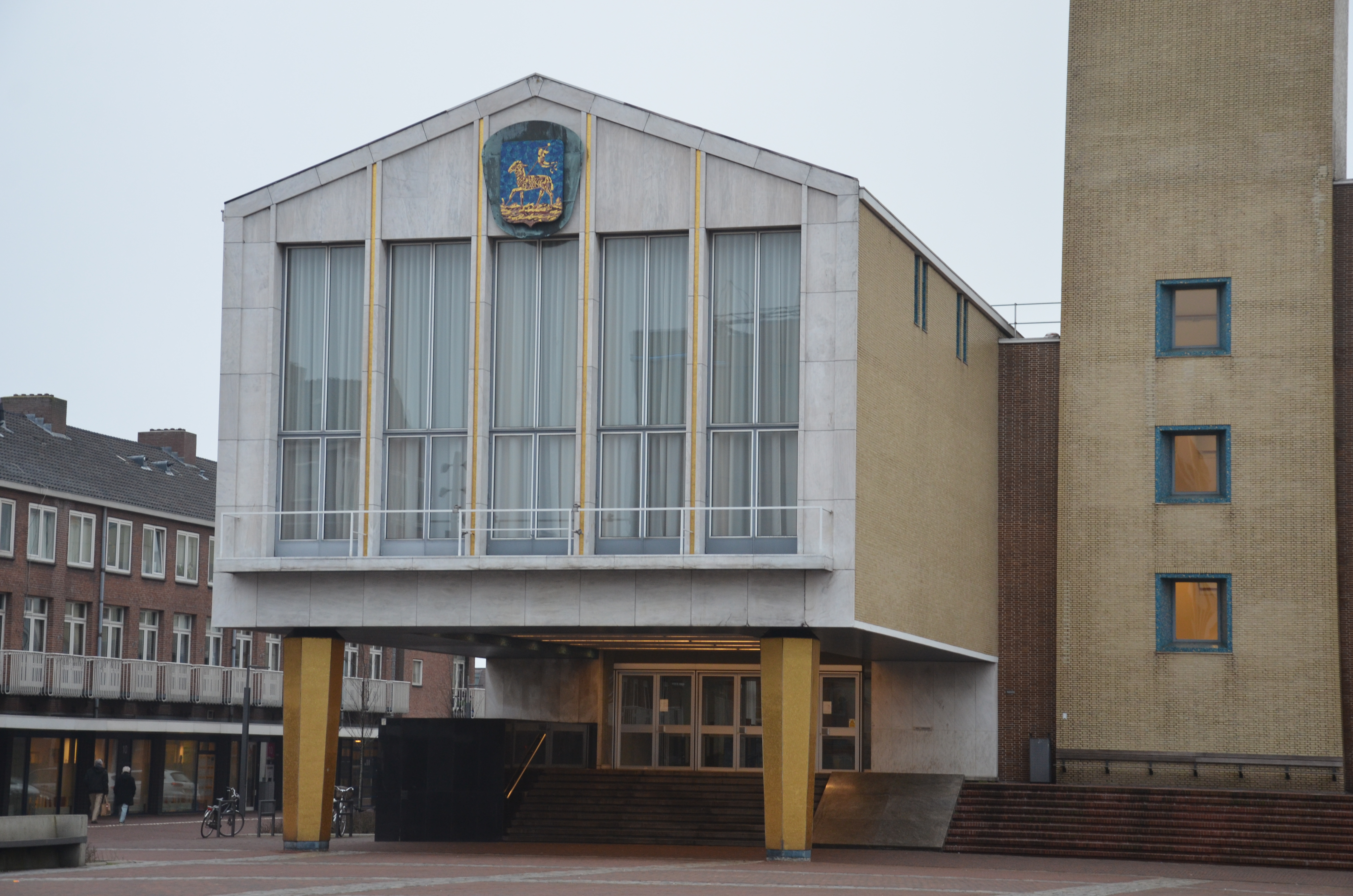
Wapen van Velsen
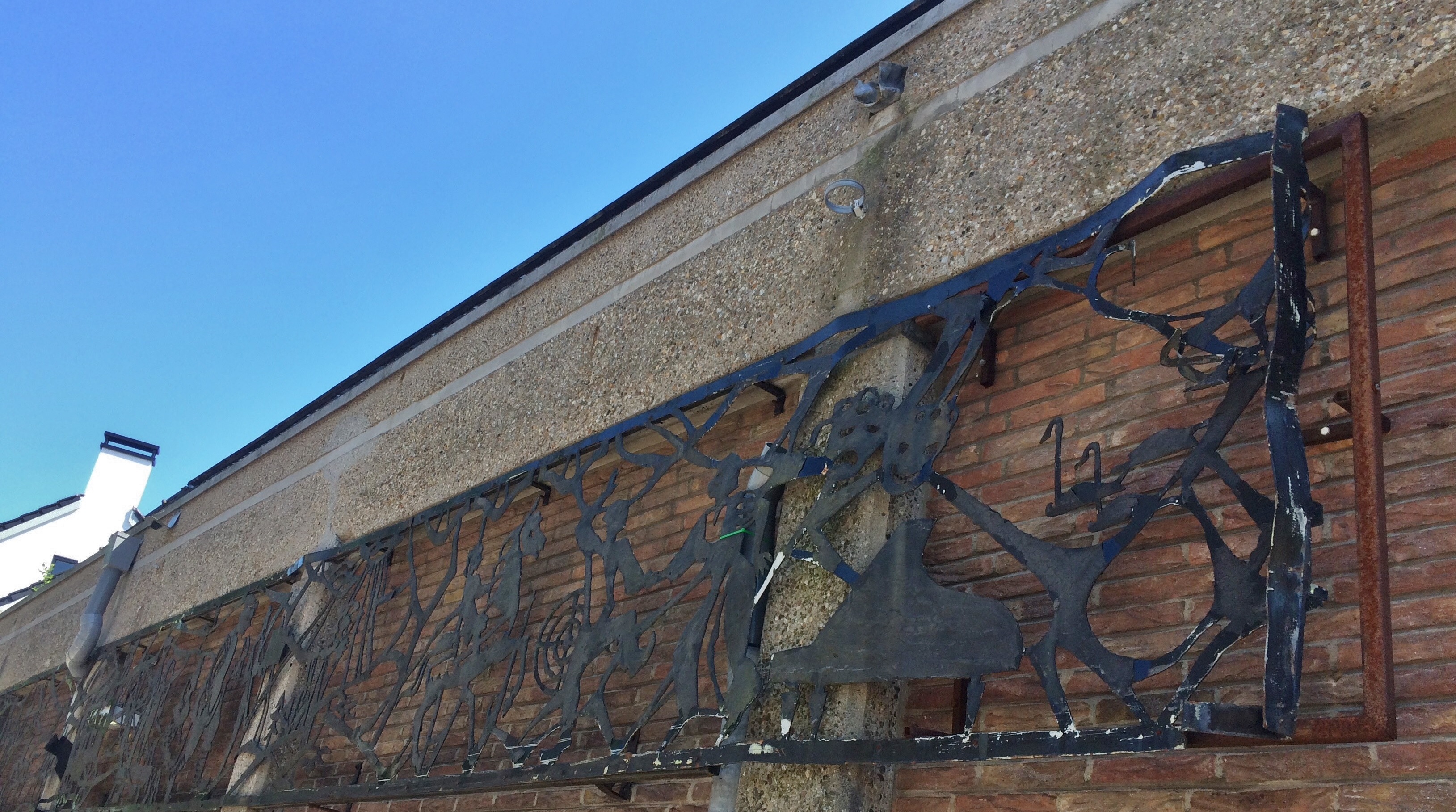
Het Gooise Leven

- RKD-Nederlands Instituut voor Kunstgeschiedenis: 85101